# 安定 (大字)
安定，原稱為直加弄，是臺灣臺南市安定區的一個傳統地域名稱，也是全區行政中心所在地，位於該區東北半部的中央地帶。相較於今日行政區，其範圍大致包括安定里、安加里不含北端及南部。

## 歷史
台灣日治初期，安定地區為一（舊制）街庄，稱為「直加弄庄」，隸屬於安定里東堡。該庄西北隔曾文溪與檨仔林庄為界，北及東與蘇厝庄為鄰，東南邊一小段與灣裡街為鄰，南邊為看西庄、港仔尾庄，西邊為管藔庄。
1901年（日治明治三十四年）11月，全台設置二十廳，該庄隸屬於臺南廳。1903年（明治三十六年）6月，該庄編入「安定里東區」，隸屬於臺南廳。1909年（明治四十二年）10月，合併二十廳為十二廳，安定里東區仍隸屬於臺南廳。1920年（大正九年），廢十二廳改設五州二廳，該庄改制並改名為「安定」大字，隸屬於臺南州新化郡安定庄（新制街庄）。
戰後安定庄改制為安定鄉，隸屬於臺南縣，大字亦改制為村。1950年雲、嘉、南分治，安定鄉仍隸屬於臺南縣。2010年12月25日，因臺南縣市合併為直轄市臺南市，安定鄉改制為安定區，村亦改制為里。

## 聚落
本地區發展較早的聚落有直加弄（安定）、內鄭拐、四角宅（已消失）、鄭拐、領寄等，在日治期初期的官方地圖上已有記載。

## 交通
國道1號又稱「中山高速公路」，是貫穿台灣西部的兩條縱向高速公路之一，經過本地區安定聚落與鄭拐聚落中間地帶，並在安定聚落東郊與縣道178號的外環道交會處設有安定交流道。由此可快速前往國道1號沿線各地。
市道178號是安南區中崙（實際起點長安）至大內區大匏崙的道路。
區道南132線是海寮至安定的道路。

## 學校
- 安定國中
- 安定國小

## 產業
- 南部科學園區：本地區東南部凸出部分的東端（大約為北園三路及其延伸線以東地區）劃入該園區範圍內。